# 721
721 (DCCXXI) je bilo navadno leto, ki se je po julijanskem koledarju začelo na sredo.

## Dogodki
- 1. januar

## Smrti
- Hilperik II., kralj Frankov (* 670 ali 673)